# La Franja

Talen in Aragón

Franja de Ponent (Catalaans voor 'Weststrook') of La Franja is een gebied in het oosten van de autonome gemeenschap Aragón, en bestaat uit delen van 6 comarcas. Deze streek, die telkens de oostelijke strook van de drie Aragonese provincies (Huesca, Teruel en Zaragoza) omvat, is vooral Catalaanstalig, in tegenstelling tot de rest van Aragón, waar vooral Castiliaans en Aragonees wordt gesproken. Het Catalaans is geen officiële taal in Aragón. De streek heet "franje de ponent" of "weststrook", omdat het vanuit Catalonië gezien in het westen ligt. 
Volgens een recent onderzoek is La Franja het gebied waar de hoogste orale kennis van het Catalaans is.